# Jerry z ostrovů
Jerry z ostrovů (1917, Jerry of the Islands) je dobrodružný román amerického spisovatele Jacka Londona, jehož hlavním hrdinou je irský teriér Jerry. O jeho bratru Michalovi napsal London další román Michal, bratr Jerryho (1917, Michael, Brother of Jerry).

## Obsah románu
Irský teriér Jerry vyrůstá se svým bratrem Michaelem u pana Haggina, který vede plantáž Meringe na ostrově Santa Isabel v Šalomounových ostrovech. Oba jsou vychovávání k nenávisti k černochům, kteří zde pracují na základě tříletých a mnohdy vynucených pracovních smluv v podstatě jako otroci. Černochy vozí na plantáže a po vypršení jejich smluv zpět na jejich rodné ostrovy kapitán van Horn na své lodi Arangi. Je za to černochy na ostrovech nenáviděn, a to tím více, že mnozí z nich se již domu nevrátí, protože zahynou.
Pan Haggin daruje Jerryho kapitánovi van Hornovi, aby mu na lodi udržoval pořádek. Jerry se tak zúčastní na Arangi okružní plavby po ostrovech, prožije bouři a dokonce jej zákeřný černoch Lerumie hodí do moře. Na poslední chvíli jej zachrání kapitán van Horn, kterého Jerry bezmezně miluje.
Když se Arangi na své cestě dostane k ostrovu Somo, starý lstivý náčelník místních kanibalů Bašti nenáviděného kapitána van Horna oklame. Souhlasí s najmutím většího množství černochů jako dělníků a ti pak po nalodění na Arangi posádku přepadnou, část vyvraždí a část zajmou jako příští potravu. Zabíjení se účastní i Lerumie, který je zabit. Van Horna zastřelí Bašti starou bambitkou. Loď je následně spálena.
Jerry nyní musí žít u kanibalů, kde mu několikrát díky úkladům některých domorodců hrozí smrt. Náčelník Bašti uchovává ve své chatě vysušené hlavy různých lidí (je zde například i hlava slavného mořeplavce La Perouse, což ovšem Bašti netuší). Jerry mezi nimi najde i hlavu van Horna a nenávidí Baštiho tak jako nikoho před tím. Napadne jej, ale je přemožen.
Jako odveta za zničení Arangi a vyvraždění její posádky připluje jednoho dne k ostrovu válečná loď a černošskou osadu rozstřílí děly. Jerry uprchne a když pak v jedné zátoce objeví jachtu, vhrne se do vln, aby k ní doplaval. Domnívá se, že na ní najde van Horna. Je napaden žralokem, ale majitel jachty Harley Kennan jej zachrání. Jachta se jmenuje Ariel a Jerry na ní konečně nalezne nového bílého pána a také paní, jeho manželku. Zachrání jim život, když je chce uprchlý černý zločinec Makawao přepadnout. Po přistání v Tulagi, kde je Makawao předán spravedlnosti, se Harley Kennan konečně dozví Jerryho jméno. Jerry se zde také setká se svým bratrem Michalem. Pak se vydá se svými novými pány na další cestu přes moře za novým dobrodružstvím.

## Česká vydání
- Jerry z ostrovů, František Topič, Praha 1919, přeložil Ivan Schulz.
- Jerry z ostrovů, Český deník, Plzeň 1921, pro mládež upravil F. Š.
- Jerry z ostrovů, Bedřich Kočí, Praha 1923, přeložil Ivan Schulz.
- Jerry z ostrovů, Toužimský a Moravec, Praha 1938, přeložil Stanislav Václav Klíma, ilustroval Zdeněk Burian.
- Jerry z ostrovů, Práce, Praha 1949, přeložil František Swidzinski, ilustroval Karel Teissig.
- Jerry z ostrovů, v edici Statečná srdce, Růže, České Budějovice 1969, přeložili Věroslav Mertl a Božena Plánská, ilustroval Zdeněk Burian.
- Jerry z ostrovů, Toužimský a Moravec, Praha 1991, přeložil Stanislav Václav Klíma, ilustroval Zdeněk Burian.